# Izrael a 2012. évi nyári olimpiai játékokon
Izrael a nagy-britanniai Londonban megrendezett 2012. évi nyári olimpiai játékok egyik részt vevő nemzete volt. Az országot az olimpián 9 sportágban 38 sportoló képviselte, akik érmet nem szereztek.

## Atlétika
Férfi
| Versenyző      | Versenyszám | Előfutam | Előfutam | Előfutam | Elődöntő | Elődöntő | Elődöntő | Döntő   | Döntő    |
| Versenyző      | Versenyszám | Idő      | Hely.    | Össz.    | Idő      | Hely.    | Össz.    | Idő     | Helyezés |
| -------------- | ----------- | -------- | -------- | -------- | -------- | -------- | -------- | ------- | -------- |
| Donald Sanford | 400 m       | 45,71    | 5.       | 26.      | kiesett  | kiesett  | kiesett  | kiesett | kiesett  |
| Zohar Zemiro   | Maraton     |          |          |          |          |          |          | 2:34:59 | 81.      |

Női
| Versenyző        | Versenyszám | Selejtező | Selejtező | Döntő    | Döntő    |
| Versenyző        | Versenyszám | Eredmény  | Helyezés  | Eredmény | Helyezés |
| ---------------- | ----------- | --------- | --------- | -------- | -------- |
| Jillian Schwartz | Rúdugrás    | 440 cm    | 18.       | kiesett  | kiesett  |

## Cselgáncs
Férfi
| Versenyző          | Versenyszám  | Selejtező                          | 32-es főtábla                               | Nyolcaddöntő                          | Negyeddöntő       | Elődöntő          | Vigaszág elődöntő | Bronz- mérkőzés   | Döntő             | Helyezés |
| Versenyző          | Versenyszám  | Ellenfél Eredmény                  | Ellenfél Eredmény                           | Ellenfél Eredmény                     | Ellenfél Eredmény | Ellenfél Eredmény | Ellenfél Eredmény | Ellenfél Eredmény | Ellenfél Eredmény | Helyezés |
| ------------------ | ------------ | ---------------------------------- | ------------------------------------------- | ------------------------------------- | ----------------- | ----------------- | ----------------- | ----------------- | ----------------- | -------- |
| Tommy Arshansky    | Légsúly      | erőnyerő                           | Jeroen Mooren (NED) · 000(1)–000(1) (bírói) | Hiraoka Hiroaki (JPN) · 000(0)–012(0) | kiesett           | kiesett           |                   |                   |                   | 9.       |
| Golan Pollack      | Harmatsúly   | David Larose (FRA) · 000(0)–001(1) | kiesett                                     | kiesett                               | kiesett           | kiesett           |                   |                   |                   | 33.      |
| Josef Palelashvili | Könnyűsúly   | erőnyerő                           | Sezer Huysuz (TUR) · 010(1)–000(0)          | Nakaja Riki (JPN) · 000(0)–101(0)     | kiesett           | kiesett           |                   |                   |                   | 9.       |
| Arik Zeevi         | Félnehézsúly |                                    | Dimitri Peters (GER) · 000(0)–100(0)        | kiesett                               | kiesett           | kiesett           |                   |                   |                   | 17.      |

Női
| Versenyző         | Versenyszám | Selejtező         | Nyolcaddöntő                        | Negyeddöntő                        | Elődöntő          | Vigaszág elődöntő                   | Bronz- mérkőzés   | Döntő             | Helyezés |
| Versenyző         | Versenyszám | Ellenfél Eredmény | Ellenfél Eredmény                   | Ellenfél Eredmény                  | Ellenfél Eredmény | Ellenfél Eredmény                   | Ellenfél Eredmény | Ellenfél Eredmény | Helyezés |
| ----------------- | ----------- | ----------------- | ----------------------------------- | ---------------------------------- | ----------------- | ----------------------------------- | ----------------- | ----------------- | -------- |
| Alice Schlesinger | Váltósúly   | erőnyerő          | Hilde Drexler (AUT) · 001(0)–000(2) | Urška Žolnir (SLO) · 000(0)–110(0) |                   | Gévrise Émane (FRA) · 000(2)–001(0) | kiesett           |                   | 7.       |

## Sportlövészet
Férfi
| Versenyző      | Versenyszám       | Selejtező | Selejtező | Döntő   | Döntő    |
| Versenyző      | Versenyszám       | Pont      | Helyezés  | Pont    | Helyezés |
| -------------- | ----------------- | --------- | --------- | ------- | -------- |
| Sergey Richter | Légpuska          | 595       | 9.        | kiesett | kiesett  |
| Sergey Richter | Sportpuska, fekvő | 587       | 44.       | kiesett | kiesett  |

## Szinkronúszás
| Versenyző                      | Versenyszám | Technikai gyakorlat | Technikai gyakorlat | Selejtező        | Selejtező        | Selejtező  | Selejtező  | Döntő            | Döntő            | Döntő      | Döntő      | Helyezés |
| Versenyző                      | Versenyszám | Technikai gyakorlat | Technikai gyakorlat | Szabad gyakorlat | Szabad gyakorlat | Összesítés | Összesítés | Szabad gyakorlat | Szabad gyakorlat | Összesítés | Összesítés | Helyezés |
| Versenyző                      | Versenyszám | Pont                | Hely.               | Pont             | Hely.            | Pont       | Hely.      | Pont             | Hely.            | Pont       | Hely.      | Helyezés |
| ------------------------------ | ----------- | ------------------- | ------------------- | ---------------- | ---------------- | ---------- | ---------- | ---------------- | ---------------- | ---------- | ---------- | -------- |
| Anastasia Gloushkov Inna Joffe | Páros       | 83,400              | 17.                 | 83,520           | 18.              | 166,920    | 17.        | kiesett          | kiesett          | kiesett    | kiesett    | 17.      |

## Tenisz
Férfi
| Versenyző                | Versenyszám | 32-es főtábla                                                             | Nyolcaddöntő                                                          | Negyeddöntő                                                            | Elődöntő          | Bronz- mérkőzés   | Döntő             | Helyezés |
| Versenyző                | Versenyszám | Ellenfél Eredmény                                                         | Ellenfél Eredmény                                                     | Ellenfél Eredmény                                                      | Ellenfél Eredmény | Ellenfél Eredmény | Ellenfél Eredmény | Helyezés |
| ------------------------ | ----------- | ------------------------------------------------------------------------- | --------------------------------------------------------------------- | ---------------------------------------------------------------------- | ----------------- | ----------------- | ----------------- | -------- |
| Jonathan Erlich Andi Rám | Páros       | Spanyolország (ESP) · Marcel Granollers · Marc López · 7–6(7–5), 7–6(7–3) | Svájc (SUI) · Roger Federer · Stanislas Wawrinka · 1–6, 7–6(7–5), 6–3 | Egyesült Államok (USA) · Mike Bryan · Bob Bryan · 7–6(7–4), 7–6(12–10) | kiesett           | kiesett           | kiesett           | 5.       |

Női
| Versenyző  | Versenyszám | 64-es főtábla                    | 32-es főtábla     | Nyolcaddöntő      | Negyeddöntő       | Elődöntő          | Bronz- mérkőzés   | Döntő             | Helyezés |
| Versenyző  | Versenyszám | Ellenfél Eredmény                | Ellenfél Eredmény | Ellenfél Eredmény | Ellenfél Eredmény | Ellenfél Eredmény | Ellenfél Eredmény | Ellenfél Eredmény | Helyezés |
| ---------- | ----------- | -------------------------------- | ----------------- | ----------------- | ----------------- | ----------------- | ----------------- | ----------------- | -------- |
| Sahar Peér | Egyes       | Marija Sarapova (RUS) · 2–6, 0–6 | kiesett           | kiesett           | kiesett           | kiesett           | kiesett           | kiesett           | 33.      |

## Tollaslabda
| Versenyző       | Versenyszám | Csoportkör                                                                                 | Csoportkör | Nyolcaddöntő      | Negyeddöntő       | Elődöntő          | Bronz- mérkőzés   | Döntő             | Helyezés |
| Versenyző       | Versenyszám | Ellenfél Eredmény                                                                          | Hely.      | Ellenfél Eredmény | Ellenfél Eredmény | Ellenfél Eredmény | Ellenfél Eredmény | Ellenfél Eredmény | Helyezés |
| --------------- | ----------- | ------------------------------------------------------------------------------------------ | ---------- | ----------------- | ----------------- | ----------------- | ----------------- | ----------------- | -------- |
| Misha Zilberman | Férfi egyes | I csoport · Jan Østergaard Jørgensen (DEN) · 13–21, 12–21 · Derek Wong (SIN) · 9–21, 15–21 | 3.         | kiesett           | kiesett           | kiesett           | kiesett           | kiesett           | 33.      |

## Torna
Férfi
| Versenyző          | Versenyszám      | Selejtező | Selejtező | Döntő    | Döntő    |
| Versenyző          | Versenyszám      | Pontszám  | Helyezés  | Pontszám | Helyezés |
| ------------------ | ---------------- | --------- | --------- | -------- | -------- |
| Felix Aronovich    | Talaj            | 14,033    | 51.       | kiesett  | kiesett  |
| Felix Aronovich    | Ugrás            | 13,900    |           | kiesett  | kiesett  |
| Felix Aronovich    | Korlát           | 14,233    | 48.       | kiesett  | kiesett  |
| Felix Aronovich    | Nyújtó           | 13,500    | 56.       | kiesett  | kiesett  |
| Felix Aronovich    | Gyűrű            | 14,100    | 51.       | kiesett  | kiesett  |
| Felix Aronovich    | Lólengés         | 13,433    | 44.       | kiesett  | kiesett  |
| Felix Aronovich    | Egyéni összetett | 83,199    | 32.       | kiesett  | kiesett  |
| Aleksandr Shatilov | Talaj            | 15,633    | 4.*       | 15,333   | 6.       |
| Aleksandr Shatilov | Ugrás            | 15,533    |           | kiesett  | kiesett  |
| Aleksandr Shatilov | Korlát           | 14,700    | 31.       | kiesett  | kiesett  |
| Aleksandr Shatilov | Nyújtó           | 15,000    | 12.       | kiesett  | kiesett  |
| Aleksandr Shatilov | Gyűrű            | 14,033    | 55.       | kiesett  | kiesett  |
| Aleksandr Shatilov | Lólengés         | 14,133    | 27.       | kiesett  | kiesett  |
| Aleksandr Shatilov | Egyéni összetett | 89,032    | 12.       | 88,432   | 12.      |

Női
| Versenyző         | Versenyszám      | Selejtező | Selejtező | Döntő    | Döntő    |
| Versenyző         | Versenyszám      | Pontszám  | Helyezés  | Pontszám | Helyezés |
| ----------------- | ---------------- | --------- | --------- | -------- | -------- |
| Valeriia Maksiuta | Talaj            | 12,933    | 59.       | kiesett  | kiesett  |
| Valeriia Maksiuta | Ugrás            | 13,300    | 16.       | kiesett  | kiesett  |
| Valeriia Maksiuta | Felemás korlát   | 9,433     | 78.       | kiesett  | kiesett  |
| Valeriia Maksiuta | Gerenda          | 10,533    | 82.       | kiesett  | kiesett  |
| Valeriia Maksiuta | Egyéni összetett | 45,699    | 59.       | kiesett  | kiesett  |

* - egy másik versenyzővel azonos eredményt ért el

### Ritmikus gimnasztika
| Versenyző   | Versenyszám | Selejtező | Selejtező | Selejtező | Selejtező | Selejtező | Selejtező | Selejtező | Selejtező | Selejtező | Selejtező | Döntő  | Döntő  | Döntő  | Döntő | Döntő    | Döntő    | Döntő  | Döntő  | Döntő    | Döntő    | Helyezés |
| Versenyző   | Versenyszám | Karika    | Karika    | Labda     | Labda     | Buzogány  | Buzogány  | Szalag    | Szalag    | Összesen  | Összesen  | Karika | Karika | Labda  | Labda | Buzogány | Buzogány | Szalag | Szalag | Összesen | Összesen | Helyezés |
| Versenyző   | Versenyszám | Pont      | Hely.     | Pont      | Hely.     | Pont      | Hely.     | Pont      | Hely.     | Pont      | Hely.     | Pont   | Hely.  | Pont   | Hely. | Pont     | Hely.    | Pont   | Hely.  | Pont     | Hely.    | Helyezés |
| ----------- | ----------- | --------- | --------- | --------- | --------- | --------- | --------- | --------- | --------- | --------- | --------- | ------ | ------ | ------ | ----- | -------- | -------- | ------ | ------ | -------- | -------- | -------- |
| Neta Rivkin | Egyéni      | 27,450    | 7.*       | 26,200    | 18.       | 27,525    | 9.        | 27,725    | 6.        | 108,900   | 9.        | 27,350 | 9.     | 26,850 | 9.    | 27,800   | 3.       | 27,000 | 9.     | 109,000  | 7.       |          |

| Versenyző                                                                                    | Versenyszám | Selejtező | Selejtező | Selejtező            | Selejtező            | Selejtező | Selejtező | Döntő   | Döntő   | Döntő                | Döntő                | Döntő    | Döntő    | Helyezés |
| Versenyző                                                                                    | Versenyszám | 5 labda   | 5 labda   | 3 szalag és 2 karika | 3 szalag és 2 karika | Összesen  | Összesen  | 5 labda | 5 labda | 3 szalag és 2 karika | 3 szalag és 2 karika | Összesen | Összesen | Helyezés |
| Versenyző                                                                                    | Versenyszám | Pont      | Hely.     | Pont                 | Hely.                | Pont      | Hely.     | Pont    | Hely.   | Pont                 | Hely.                | Pont     | Hely.    | Helyezés |
| -------------------------------------------------------------------------------------------- | ----------- | --------- | --------- | -------------------- | -------------------- | --------- | --------- | ------- | ------- | -------------------- | -------------------- | -------- | -------- | -------- |
| Moran Buzovsky Victoria Koshel Noa Palathcy Marina Shultz Polina Zakaluzny Eliora Zholkovski | Csapat      | 26,500    | 8.        | 26,600               | 7.                   | 53,100    | 7.        | 26,725  | 8.      | 26,675               | 7.                   | 53,400   | 8.       | 8.       |

## Úszás
Férfi
| Versenyző             | Versenyszám    | Előfutam | Előfutam | Előfutam | Elődöntő | Elődöntő | Elődöntő | Döntő   | Döntő    |
| Versenyző             | Versenyszám    | Idő      | Hely.    | Össz.    | Idő      | Hely.    | Össz.    | Idő     | Helyezés |
| --------------------- | -------------- | -------- | -------- | -------- | -------- | -------- | -------- | ------- | -------- |
| Nimrod Shapira Bar-Or | 200 m gyors    | 1:48,60  | 2.       | 21.      | kiesett  | kiesett  | kiesett  | kiesett | kiesett  |
| Yakov Toumarkin       | 100 m hát      | 54,91    | 6.       | 24.      | kiesett  | kiesett  | kiesett  | kiesett | kiesett  |
| Yakov Toumarkin       | 200 m hát      | 1:57,33  | 3.       | 8.       | 1:57,33  | 5.       | 8.       | 1:57,62 | 7.       |
| Imri Ganiel           | 100 m mell     | 1:02,07  | 6.*      | 32.*     | kiesett  | kiesett  | kiesett  | kiesett | kiesett  |
| Gal Nevo              | 200 m pillangó | 1:59,98  | 1.       | 32.      | kiesett  | kiesett  | kiesett  | kiesett | kiesett  |
| Gal Nevo              | 200 m vegyes   | 1:59,56  | 5.       | 12.      | 1:59,17  | 4.       | 10.      | kiesett | kiesett  |
| Gal Nevo              | 400 m vegyes   | 4:14,77  | 3.       | 10.      |          |          |          | kiesett | kiesett  |

Női
| Versenyző | Versenyszám    | Előfutam | Előfutam | Előfutam | Elődöntő | Elődöntő | Elődöntő | Döntő   | Döntő    |
| Versenyző | Versenyszám    | Idő      | Hely.    | Össz.    | Idő      | Hely.    | Össz.    | Idő     | Helyezés |
| --------- | -------------- | -------- | -------- | -------- | -------- | -------- | -------- | ------- | -------- |
| Amit Ivry | 100 m pillangó | 58,78    | 7.       | 18.      | kiesett  | kiesett  | kiesett  | kiesett | kiesett  |
| Amit Ivry | 200 m vegyes   | 2:13,29  | 5.       | 12.      | 2:13,31  | 6.       | 13.      | kiesett | kiesett  |

* - egy másik versenyzővel azonos eredményt ért el

## Vitorlázás
Férfi
| Versenyző               | Versenyszám     | Futam | Futam | Futam | Futam | Futam | Futam | Futam | Futam | Futam  | Futam | Futam   | Pontszám | Helyezés |
| Versenyző               | Versenyszám     | 1     | 2     | 3     | 4     | 5     | 6     | 7     | 8     | 9      | 10    | É       | Pontszám | Helyezés |
| ----------------------- | --------------- | ----- | ----- | ----- | ----- | ----- | ----- | ----- | ----- | ------ | ----- | ------- | -------- | -------- |
| Sahar Zubari            | Szörfvitorlázás | 12    | 8     | 17    | 10    | (39*) | 12    | 35    | 34    | 26     | 1     | kiesett | 155      | 19.      |
| Gideon Kliger Eran Sela | 470-es osztály  | 17    | 11    | 17    | 11    | 2     | 14    | 5     | 12    | (28**) | 23    | kiesett | 112      | 15.      |

Női
| Versenyző               | Versenyszám     | Futam | Futam   | Futam | Futam | Futam | Futam | Futam | Futam | Futam | Futam | Futam   | Pontszám | Helyezés |
| Versenyző               | Versenyszám     | 1     | 2       | 3     | 4     | 5     | 6     | 7     | 8     | 9     | 10    | É       | Pontszám | Helyezés |
| ----------------------- | --------------- | ----- | ------- | ----- | ----- | ----- | ----- | ----- | ----- | ----- | ----- | ------- | -------- | -------- |
| Lee Korzits             | Szörfvitorlázás | 1     | 3       | 7     | 2     | 2     | (11)  | 2     | 1     | 9     | 11    | 18      | 56       | 6.       |
| Nufar Edelman           | Laser radial    | 33    | 33      | 33    | (34)  | 29    | 3     | 34    | 28    | 18    | 26    | kiesett | 237      | 30.      |
| Vered Buskila Gil Cohen | 470-es osztály  | 3     | (21***) | 10    | 19    | 4     | 14    | 12    | 15    | 12    | 17    | kiesett | 105      | 15.      |

* - kizárták (fekete zászló)

** - korai rajt miatt kizárták

*** - kizárták a verseny után